# Liste der Kulturdenkmale in Stuttgart-Nord

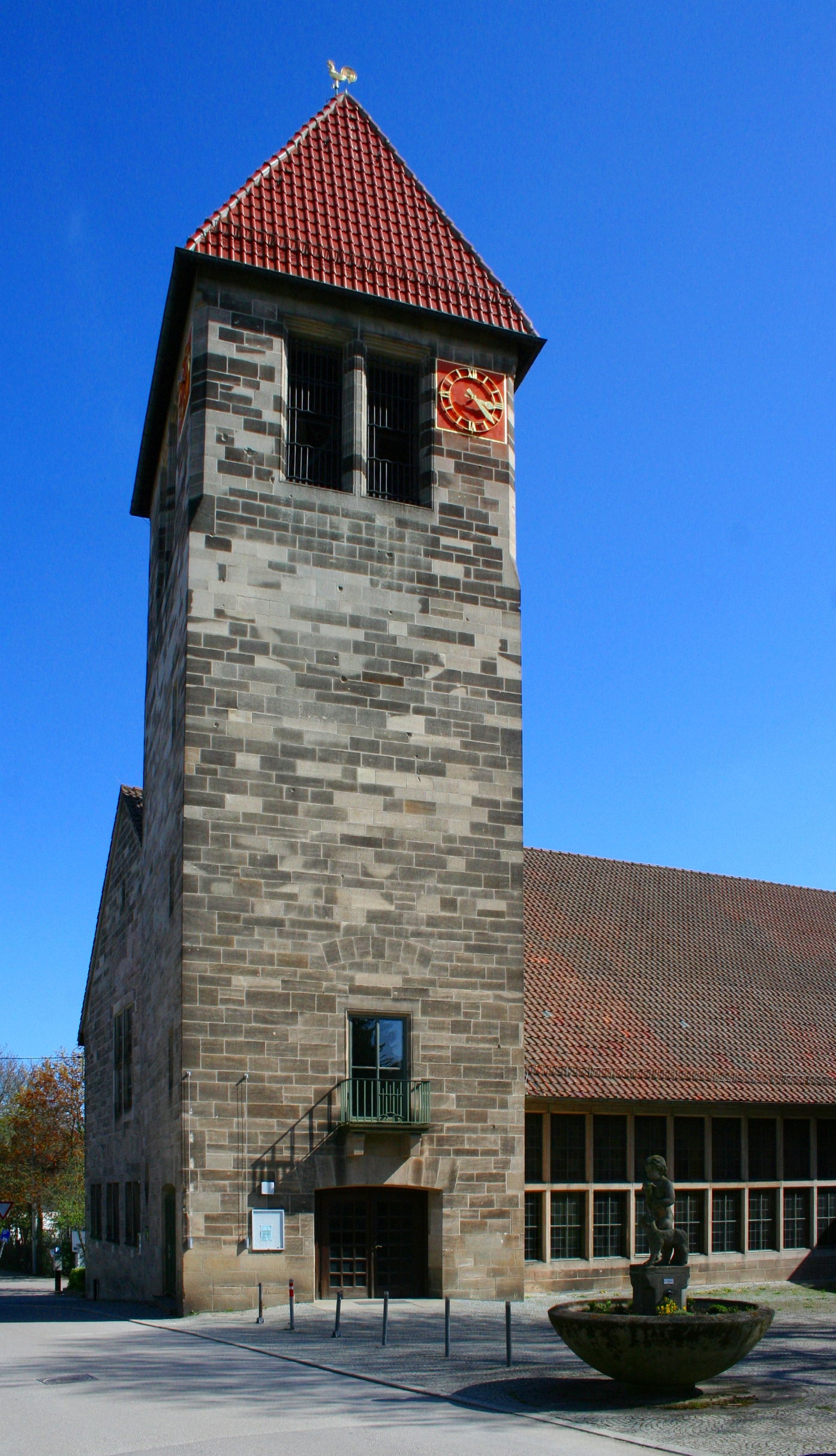
Martinskirche in Stuttgart-Nord

In der Liste der Kulturdenkmale in Stuttgart-Nord sind alle unbeweglichen Bau- und Kunstdenkmale in Stuttgart-Nord aufgelistet, die in der Liste der Kulturdenkmale. Unbewegliche Bau- und Kunstdenkmale der Unteren Denkmalschutzbehörde für diesen Stadtbezirk Stuttgarts verzeichnet sind. Stand dieser Liste ist der 25. April 2008.
Diese Liste ist nicht rechtsverbindlich. Eine rechtsverbindliche Auskunft ist lediglich auf Anfrage bei der Unteren Denkmalschutzbehörde der Stadt Stuttgart erhältlich.

## Allgemein
- Bild: Zeigt ein ausgewähltes Bild aus Commons, „Weitere Bilder“ verweist auf die Bilder im Medienarchiv Wikimedia Commons.
- Bezeichnung: Nennt den Namen, die Bezeichnung oder die Art des Kulturdenkmals.
- Lage: Straßenname und Hausnummer oder Flurstücknummer des Kulturdenkmals, gegebenenfalls auch den Ortsteil. Die Grundsortierung der Liste erfolgt nach dieser Adresse. Der Link (Karte) führt zu verschiedenen Kartendiensten mit der Position des Kulturdenkmals. Fehlt dieser Link, wurden die Koordinaten noch nicht eingetragen. Sind diese bekannt, können sie über ein Tool mit einer Kartenansicht einfach nachgetragen werden. In dieser Kartenansicht sind Kulturdenkmale ohne Koordinaten mit einem roten bzw. orangen Marker dargestellt und können durch Verschieben auf die richtige Position in der Karte mit Koordinaten versehen werden. Kulturdenkmale ohne Bild sind an einem blauen bzw. roten Marker erkennbar.
- Datierung: Baubeginn, Fertigstellung, Datum der Erstnennung oder grobe zeitliche Einordnung entsprechend des Eintrags in der zuständigen Denkmaldatenbank (Landesamt für Denkmalpflege Baden-Württemberg).
- Beschreibung: Kurzcharakteristik des Kulturdenkmals.

## Kulturdenkmale im Stadtbezirk Stuttgart-Nord

### Relenberg
| Bild           | Bezeichnung                                                              | Lage                                                                      | Datierung            | Beschreibung | ID |
| -------------- | ------------------------------------------------------------------------ | ------------------------------------------------------------------------- | -------------------- | --- | --- |
| Weitere Bilder | Evangelische Erlöserkirche                                               | Birkenwaldstr. 24 (Karte)                                                 | 1907–1908            | Neuer Stil, Theodor Fischer Geschützt nach § 2 DSchG | |
| Weitere Bilder | Wohnhaus mit Garten (Teil der Sachgesamtheit Wohnhaus mit Garten)        | Dillmannstr. 3 (Karte)                                                    | 1901                 | Historismus, Schweizerhaus, Alfred Schellenberg Geschützt nach § 2 DSchG | |
| Weitere Bilder | Mietshaus mit Ladenlokal                                                 | Eduard-Pfeiffer-Str. 1 (Karte)                                            | 1909                 | Jugendstil, C. Schweitzer Geschützt nach § 2 DSchG | |
| Weitere Bilder | Ehemalige Villa Mayser                                                   | Eduard-Pfeiffer-Str. 20 (Karte)                                           | 1924                 | Historismus – Neobarock, Expressionismus, Schmohl und Staehelin Geschützt nach § 2 DSchG                                                                                          | |
| Weitere Bilder | Mehrfamilienhaus                                                         | Eduard-Pfeiffer-Str. 29 (Karte)                                           | 1960                 | Internationaler Stil ab 1950, Chen Kuen Lee Geschützt nach § 2 DSchG | |
| Weitere Bilder | Doppelhaus                                                               | Eduard-Pfeiffer-Str. 53, 55, Schottstr. 86 (Karte)                        | 1932–1933, 1948–1949 | Bauhaus, Neues Bauen, Internationaler Stil, Eugen Kiemle und Paul Weber, Paul László (Innenarchitekt) Geschützt nach § 2 DSchG                                                    | |
| Weitere Bilder | Einfamilienhaus mit Garten (Sachgesamtheit)                              | Eduard-Pfeiffer-Str. 101 (Karte)                                          | 1950                 | Heimatstil ab 1950, Paul Schmitthenner und Hans Krell Geschützt nach § 2 DSchG | |
|                | Mietshaus                                                                | Helfferichstr. 3 (Karte)                                                  | 1904                 | Jugendstil, Karl Köhl Geschützt nach § 2 DSchG | |
|                | Wohnhaus                                                                 | Herdweg 22 (Karte)                                                        | 1868–1894            | Historismus – Neobarock, Ludwig Eisenlohr und Carl Weigle Geschützt nach § 2 DSchG                                                                                                | |
| Weitere Bilder | Mietshaus                                                                | Herdweg 45 (Karte)                                                        | 1885                 | Historismus – Neorenaissance, Wittmann und Stahl Geschützt nach § 2 DSchG | |
| Weitere Bilder | Wohnhaus                                                                 | Herdweg 58 (Karte)                                                        | 1898                 | Historismus – additiver Historismus, Wilhelm Scholter, Prof. Geschützt nach § 2 DSchG                                                                                             | |
|                | Gerling-Versicherung                                                     | Herdweg 59 (Karte)                                                        | 1959–1960            | Internationaler Stil ab 1950, Rolf Gutbier und Architekten-Gemeinschaft „Baukunst“ Geschützt nach § 2 DSchG                                                                       | |
| Weitere Bilder | Wohnhaus                                                                 | Herdweg 60 (Karte)                                                        | 1897–1898            | Historismus, Karl Hengerer Geschützt nach § 2 DSchG | |
|                | Wohnhaus                                                                 | Herdweg 62 (Karte)                                                        | 1897–1898            | Historismus – additiver Historismus, Carl Heim und Heinz Sipple Geschützt nach § 2 DSchG                                                                                          | |
| Weitere Bilder | Einfriedung einer ehemaligen Villa                                       | Herdweg 63 (Karte)                                                        | 1899                 | Historismus, Alfred Schellenberg Geschützt nach § 2 DSchG | |
| Weitere Bilder | Büro- und Wohnhaus Stohrer                                               | Herdweg 64 (Karte)                                                        | 1959–1961            | Internationaler Stil ab 1950, Paul Stohrer Geschützt nach § 2 DSchG | |
|                | Eberhard-Ludwigs-Gymnasium (Sachgesamtheit)                              | Herdweg 72 (Karte)                                                        | 1955–1957            | Internationaler Stil ab 1950, Adolf Bregler und Hans Bregler Geschützt nach § 2 DSchG                                                                                             | |
| Weitere Bilder | Wohnhaus                                                                 | Hölderlinstr. 1 (Karte)                                                   | 1905                 | Historismus – Neobarock, Wittmann und Stahl Geschützt nach § 2 DSchG | |
|                | Villa Fischer-Klemm mit Garage und Gartenhaus (Sachgesamtheit)           | Hölderlinstr. 1 B, 1 B/a 1 B/b (Karte)                                    | 1930                 | Heimatstil, Stuttgarter Schule 1920–1945, Paul Schmitthenner Geschützt nach § 2 DSchG                                                                                             | [[Vorlage:Bilderwunsch/code!/C:48.78505,9.16614!/D:Villa Fischer-Klemm mit Garage und Gartenhaus (Sachgesamtheit)!/\|BW]] |
| Weitere Bilder | Gedok-Haus mit Gartenatelierhaus und Freifläche (Sachgesamtheit)         | Hölderlinstr. 17, Seidenstr. 64 (Karte)                                   | 1953–1954, 1958–1959 | Internationaler Stil ab 1950, Grit Bauer-Revellio Geschützt nach § 2 DSchG | |
| Weitere Bilder | Wohnhaus Hangleiter                                                      | Im Himmelsberg 10 (Karte)                                                 | 1912–1914            | Historismus – deutsche Neorenaissance, Albert Hangleiter Geschützt nach § 2 DSchG                                                                                                 | |
| Weitere Bilder | Wohnhaus                                                                 | Lessingstr. 9 (Karte)                                                     | 1901                 | Historismus, H. Keller Geschützt nach § 2 DSchG | |
| Weitere Bilder | Wohnhaus                                                                 | Lessingstr. 10 (Karte)                                                    | 1895–1896            | Historismus – deutsche Neorenaissance, Heinrich Storz Geschützt nach § 2 DSchG | |
| Weitere Bilder | Wohnhaus                                                                 | Lessingstr. 13 (Karte)                                                    | 1896                 | Historismus, Adolf Schiedl Geschützt nach § 2 DSchG | |
| Weitere Bilder | Wohnhaus                                                                 | Lessingstr. 15 (Karte)                                                    | 1899                 | Historismus – Neobarock, Alfred Schellenberg Geschützt nach § 2 DSchG | |
| Weitere Bilder | Wohnhaus Seilacher                                                       | Panoramastr. 17 (Karte)                                                   | 1902                 | Historismus – Neobarock, P. Lauser Geschützt nach § 2 DSchG | |
|                | Brunnen, Fresko (Teil der SG Koppental-Brunnen)                          | Panoramastraße/Seestraße, Flst.Nr. 8599/2 (Karte)                         | 1902                 | Historismus – Neobarock, Halmhuber, Künstler; Eugen Ehmann, Maler Geschützt nach § 2 DSchG                                                                                        | |
|                | Wappenstein                                                              | Relenbergstr. 2 (Karte)                                                   | 1734                 | Barock Geschützt nach § 2 DSchG | |
| Weitere Bilder | Wohnhäuser (Sachgesamtheit)                                              | Relenbergstr. 76 (Karte)                                                  | 1896                 | Historismus – Landhausstil, Schweizerhausstil, altdeutscher Stil, Ludwig Eisenlohr und Carl Weigle Teil der Sachgesamtheit Relenbergstraße 76, 78 und 80 Geschützt nach § 2 DSchG | |
| Weitere Bilder | Wohnhäuser (Sachgesamtheit)                                              | Relenbergstr. 78 (Karte)                                                  | 1896                 | Historismus – Landhausstil, Schweizerhausstil, altdeutscher Stil, Ludwig Eisenlohr und Carl Weigle Teil der Sachgesamtheit Relenbergstraße 76, 78 und 80 Geschützt nach § 2 DSchG | |
| Weitere Bilder | Wohnhäuser (Sachgesamtheit)                                              | Relenbergstr. 80 (Karte)                                                  | 1896                 | Historismus – Landhausstil, Schweizerhausstil, altdeutscher Stil, Ludwig Eisenlohr und Carl Weigle Teil der Sachgesamtheit Relenbergstraße 76, 78 und 80 Geschützt nach § 2 DSchG | |
| Weitere Bilder | Wohnhaus                                                                 | Schoderstr. 7 (Karte)                                                     | 1859                 | Historismus, Ch.Fr. Leins (1859) / Bihl & Woltz (Wiederaufbau) Geschützt nach § 2 DSchG                                                                                           | |
| Weitere Bilder | Villa Rassbach                                                           | Schottstr. 98 (Karte)                                                     | 1925                 | Heimatstil 1920–1945, Paul Schmitthenner Geschützt nach § 2 DSchG | |
|                | Bronzestandbild der Pallas Athene                                        | Seestr. 75 (unter dieser Adresse gibt es nur eine Neubausiedlung) (Karte) | 1939                 | Neoklassizismus, E. Neumeister, Bildhauer Geschützt nach § 2 DSchG | BW |
| Weitere Bilder | Gartenatelierhaus (Teil der SG „Gedok-Haus“)                             | Seidenstr. 64 (Karte)                                                     | 1958                 | Internationaler Stil ab 1950, Grit Bauer-Revellio, Fritz Revellio Geschützt nach § 2 DSchG                                                                                        | |
| Weitere Bilder | Russisch-orthodoxe Nikolauskirche                                        | Seidenstr. 69 (Karte)                                                     | 1995, 1950           | In Anlehnung an den russisch-orthodoxen Kirchenbau, Ludwig Eisenlohr und Carl Weigle Geschützt nach § 2 DSchG                                                                     | |
| Weitere Bilder | Kriegsbergturm                                                           | Stuttgart 1460 0 86771 (Karte)                                            | 1895                 | Historismus, additiver Historismus, K. Weigle Geschützt nach § 2 DSchG | |
| Weitere Bilder | Relenberg-Brunnen                                                        | Stuttgart 1460 0 80040                                                    | 1904                 | Jugendstil, Wilhelm Scholter und Emil Kiemlen, Bildhauer Geschützt nach § 2 DSchG                                                                                                 | |
|                | Kinderasyl (Teil der SG „Kinderasyl, Heilbronner Straße“)                | Türlenstr. 22 (Karte)                                                     | 1914                 | Jugendstil, Neoklassizismus, Hochbauamt Stuttgart, Pantle Geschützt nach § 2 DSchG                                                                                                | |
| Weitere Bilder | Arbeiterwohnhäuser (Teil der SG „Arbeiterwohnhäuser Heilbronner Straße“) | Türlenstr. 24, 24 A, 24 B, 24 C, 26, 28 (Karte)                           | 1900–1903            | Historismus, Hochbauamt Stuttgart, Mayer, Pantle Geschützt nach § 2 DSchG | |
| Weitere Bilder | Physikalisches Institut der TH                                           | Wiederholdstr. 13 (Karte)                                                 | 1900                 | Historismus – Neobarock, Heinrich Jassoy, Prof. Geschützt nach § 2 DSchG | |
|                | Institut für physikalische Chermie der TH                                | Wiederholdstr. 15 (Karte)                                                 | 1925–1926            | Hans Daiber Geschützt nach § 2 DSchG | |

### Lenzhalde
| Bild           | Bezeichnung                                                                                      | Lage                                       | Datierung  | Beschreibung | ID |
| -------------- | ------------------------------------------------------------------------------------------------ | ------------------------------------------ | ---------- | --- | -- |
|                | Wohnhaus                                                                                         | Am Bismarckturm 6 (Karte)                  | 1922       | Neoklassizismus, G. Stahl und A.Bossert, Paul Darius Geschützt nach § 2 DSchG                                             |    |
|                | Villa Max Levi mit Garten (Sachgesamtheit)                                                       | Feuerbacher Heide 38,40,42 (Karte)         | 1921       | Neoklassizismus, Schlösser und Weirether Geschützt nach § 2 DSchG                                                         |    |
|                | Villa                                                                                            | Feuerbacher Heide 49 (Karte)               | 1922       | Historismus – Neobarock, Schmohl und Staehelin Geschützt nach § 2 DSchG                                                   | BW |
|                | Villa Richard Kahn                                                                               | Feuerbacher Heide 56 (Karte)               | 1922–1923  | Heimatstil 1920–1945, Paul Schmitthenner Geschützt nach § 2 DSchG                                                         |    |
|                | Wohnhaus Zerweck nebst Garage und Einfriedung (Sachgesamtheit)                                   | Feuerbacher Heide 67 (Karte)               | 1925–1926  | Heimatstil Stuttgarter Schule 1920–1945, Paul Schmitthenner Geschützt nach § 2 DSchG                                      |    |
|                | Garage (Teil der Sachgesamtheit Wohnhaus Zerweck nebst Garage und Einfriedung)                   | Feuerbacher Heide 67 (Karte)               | 1925–1926  | Heimatstil Stuttgarter Schule 1920–1945, Paul Schmitthenner Geschützt nach § 2 DSchG                                      |    |
|                | Ehemalige Villa Kauffmann                                                                        | Ganghoferstr. 21 (Karte)                   | 1923       | Neoklassizismus, Klatte und Weigle Geschützt nach § 2 DSchG                                                               |    |
|                | Wohnhaus                                                                                         | Ganghoferstr. 24 (Karte)                   | 1922–1923  | Neoklassizismus, Schmohl und Staehelin Geschützt nach § 2 DSchG                                                           |    |
| Weitere Bilder | Wohnhaus                                                                                         | Ganghoferstr. 28 (Karte)                   | 1922–1923  | Neoklassizismus, Schmohl und Staehelin Geschützt nach § 2 DSchG                                                           |    |
| Weitere Bilder | Villa mit Gartenhaus                                                                             | Hauptmannsreute 16 (Karte)                 | 1908–1909  | Jugendstil, Wilhelm Scholter, Prof. Geschützt nach § 2 DSchG                                                              |    |
|                | Wohnhaus                                                                                         | Herdweg 77 (Karte)                         | 1897–1898  | Georg Friedrich Bihl und Alfred Woltz Geschützt nach § 2 DSchG                                                            |    |
|                | Ehemalige Villa Heidenreich                                                                      | Herdweg 85 (Karte)                         | 1922       | Heimatstil 1920–1945, Stuhl und Bossert Geschützt nach § 2 DSchG                                                          | BW |
| Weitere Bilder | Wohnhäuser (Sachgesamtheit)                                                                      | Herdweg 96/C, 96/D, 98 (Karte)             | 1902       | Schmohl und Staehelin Geschützt nach § 2 DSchG                                                                            |    |
|                | Villa mit Einfriedung (Sachgesamtheit)                                                           | Herdweg 102 (Karte)                        | 1908–1909  | Neoklassizismus, Schmohl und Staehelin Geschützt nach § 2 DSchG                                                           |    |
|                | Villa Roller mit Garten und Einfriedung (Sachgesamtheit)                                         | Lenzhalde 34 (Karte)                       | 1924       | Neoklassizismus, Eugen Bayer Geschützt nach § 2 DSchG                                                                     |    |
|                | Villa                                                                                            | Lenzhalde 69 (Karte)                       | 1923–1924  | Expressionismus, Hermann Moser Geschützt nach § 2 DSchG                                                                   |    |
|                | Ehemalige Villa Levi                                                                             | Lenzhalde 83 (Karte)                       | 1916–1917  | Neoklassizismus, Neues Bauen, Bloch und Guggenheimer Geschützt nach § 2 DSchG                                             |    |
|                | Wartehaus mit Brunnen (Sachgesamtheit)                                                           | Lenzhalde 103 (Karte)                      | 1925, 1935 | Heimatstil, Stuttgarter Schule 1920–1945, Lorcher (1925 Wartehäuschen), E. Brüllmann jun. (1935) Geschützt nach § 2 DSchG |    |
|                | Freiplastik Winzerliesel (Sachgesamtheit)                                                        | Hugo-Borst-Anlage/Lenzhalde, Flst.Nr. 8298 | 1929       | Emil Kiemlen, Künstler Geschützt nach § 2 DSchG                                                                           |    |
|                | Ehemalige Gemarkungsgrenze der Stadt Stuttgart, Stand 1807 (Teil der SG „Gemarkungsgrenzsteine“) | Ohne Adresse                               |            | 15 Gemarkungsgrenzsteine Geschützt nach § 2 DSchG                                                                         |    |
|                | Wohnhaus                                                                                         | Robert-Bosch-Str. 75 (Karte)               | 1924       | Neoklassizismus, W. Durand Geschützt nach § 2 DSchG                                                                       |    |
|                | Villa Carl Lang                                                                                  | Rudolf-Steiner-Weg 10 (Karte)              | 1914       | Neoklassizismus, Storz und Lang Geschützt nach § 2 DSchG                                                                  | BW |
|                | Wohnhaus                                                                                         | Salzmannweg 11 (Karte)                     | 1922       | Neoklassizismus, Schmohl und Staehelin Geschützt nach § 2 DSchG                                                           |    |
|                | Stützmauer (eigentlich Steinplatte in Stützmauer)                                                | Schottstr. 3 (Karte)                       | 1687       | Barock Geschützt nach § 2 DSchG                                                                                           |    |
|                | Relief                                                                                           | Schottstr. 5 A – 7 C (Karte)               |            | volkstümlich-dekorativ, Fritz von Graevenitz, Bildhauer Geschützt nach § 2 DSchG                                          |    |

### Am Bismarckturm
| Bild           | Bezeichnung                                                               | Lage                                                 | Datierung       | Beschreibung | ID |
| -------------- | ------------------------------------------------------------------------- | ---------------------------------------------------- | --------------- | --- | --- |
|                | Wohnsiedlung mit Einfamilienhäusern (Sachgesamtheit „Diplomatensiedlung“) | Albrecht-Dürer-Weg 15–21; Diplomatensiedlung (Karte) | 1955–1956       | Internationaler Stil ab 1950, Werner Gabriel Geschützt nach § 2 DSchG                                             | [[Vorlage:Bilderwunsch/code!/C:48.794666,9.169507!/D:Wohnsiedlung mit Einfamilienhäusern (Sachgesamtheit „Diplomatensiedlung“)!/\|BW]] |
| Weitere Bilder | Bismarckturm                                                              | Am Bismarckturm 36 (Karte)                           | 1904            | Historismus, Wilhelm Kreis Geschützt nach § 2 DSchG                                                               | |
|                | Wohnhaus Bonatz mit Einfriedung (Sachgesamtheit)                          | Am Bismarckturm 45 (Karte)                           | 1922, 1949–1950 | Heimatstil, Stuttgarter Schule 1920–1945, Paul Bonatz, Prof. Geschützt nach § 2 DSchG                             | [[Vorlage:Bilderwunsch/code!/C:48.794483,9.163242!/D:Wohnhaus Bonatz mit Einfriedung (Sachgesamtheit)!/\|BW]]                          |
|                | Wohnhaus Hahn mit Einfriedung (Sachgesamtheit)                            | Am Bismarckturm 47 (Karte)                           | 1926–1927       | Heimatstil, Stuttgarter Schule 1920–1945, Paul Bonatz, Prof. Geschützt nach § 2 DSchG                             | |
|                | Villa H. Roser mit Einfriedung (Sachgesamtheit)                           | Am Bismarckturm 57 (Karte)                           | 1924            | Heimatstil, Stuttgarter Schule 1920–1945, Paul Bonatz, Prof. Geschützt nach § 2 DSchG                             | [[Vorlage:Bilderwunsch/code!/C:48.794765,9.165342!/D:Villa H. Roser mit Einfriedung (Sachgesamtheit)!/\|BW]]                           |
| Weitere Bilder | Villa F. Roser nebst Garten Plastiken und Einfriedung (Sachgesamtheit)    | Am Bismarckturm 58 (Karte)                           | 1921            | Neoklassizismus, Stuttgarter Schule, Paul Bonatz, Prof., Jakob Brüllmann, Bildhauer Geschützt nach § 2 DSchG      | |
| Weitere Bilder | Wohnhaus                                                                  | Am Bismarckturm 74 (Karte)                           | 1911            | Jugendstil, E. Seubert Geschützt nach § 2 DSchG                                                                   | |
| Weitere Bilder | Villa Ferdinand Porsche                                                   | Feuerbacher Weg 48, 50 (Karte)                       | 1923–1934       | Heimatstil, Stuttgarter Schule 1920–1945, Paul Bonatz, Prof. und Friedrich Eugen Scholer Geschützt nach § 2 DSchG | |
|                | Wohnhaus Roser nebst Garage, Gartenpforte (Sachgesamtheit)                | Feuerbacher Weg 51 (Karte)                           | 1925            | Heimatstil, Stuttgarter Schule 1920–1945, Paul Schmitthenner Geschützt nach § 2 DSchG                             | |
|                | Doppelwohnhaus nebst Stützmauer mit Treppenaufgang (Sachgesamtheit)       | Frauenbergweg 7, 9 (Karte)                           | 1928–1929       | Heimatstil, Stuttgarter Schule 1920–1945, Paul Bonatz, Prof. und Friedrich Eugen Scholer Geschützt nach § 2 DSchG | |
|                | Villa Winslow-Reichert                                                    | Parlerstr. 76 (Karte)                                | 1921            | Bauhaus, Neues Bauen, Internationaler Stil, William Reichert Geschützt nach § 2 DSchG                             | |

### Killesberg
| Bild           | Bezeichnung                                                | Lage                                            | Datierung       | Beschreibung | ID |
| -------------- | ---------------------------------------------------------- | ----------------------------------------------- | --------------- | --- | --- |
|                | Sachgesamtheit „Kochenhofsiedlung“                         | Kochenhofsiedlung (Karte)                       | 1933            | Heimatstil, Stuttgarter Schule 1920–45, Paul Schmitthenner, Heinz Wetzel (Gesamtkonzept) Geschützt nach § 2 DSchG | |
| Weitere Bilder | Haus Nr. 4 (Teil der SG „Kochenhofsiedlung“)               | Am Kochenhof 58, Hermann-Pleuer-Str. 15 (Karte) |                 | Paul Bonatz, Prof. und Friedrich Eugen Scholer Geschützt nach § 2 DSchG                                           | |
|                | Haus Nr. 5 (Teil der SG „Kochenhofsiedlung“)               | Carlos-Grethe-Weg 1 (Karte)                     |                 | Ernst Schwaderer Geschützt nach § 2 DSchG                                                                         | |
|                | Haus Nr. 21 (Teil der SG „Kochenhofsiedlung“)              | Carlos-Grethe-Weg 2 (Karte)                     |                 | Werner Pilzecker Geschützt nach § 2 DSchG                                                                         | |
|                | Haus Nr. 6 (Teil der SG „Kochenhofsiedlung“)               | Carlos-Grethe-Weg 3 (Karte)                     |                 | Paul Heim Geschützt nach § 2 DSchG                                                                                | |
|                | Haus Nr. 7 (Teil der SG „Kochenhofsiedlung“)               | Carlos-Grethe-Weg 5 (Karte)                     |                 | Hermann Gabler Geschützt nach § 2 DSchG                                                                           | |
|                | Haus Nr. 25 (Teil der SG „Kochenhofsiedlung“)              | Hermann-Pleuer-Str. 4 (Karte)                   |                 | Karl Gonser, Prof. Geschützt nach § 2 DSchG                                                                       | |
|                | Haus Nr. 22 (Teil der SG „Kochenhofsiedlung“)              | Hermann-Pleuer-Str. 8 (Karte)                   |                 | Hannes Mayer Geschützt nach § 2 DSchG                                                                             | |
|                | Haus Nr. 2 (Teil der SG „Kochenhofsiedlung“)               | Hermann-Pleuer-Str. 9 (Karte)                   |                 | Paul Schmitthenner Geschützt nach § 2 DSchG                                                                       | |
|                | Haus Nr. 3 (Teil der SG „Kochenhofsiedlung“)               | Hermann-Pleuer-Str. 11 (Karte)                  |                 | Paul Schmitthenner Geschützt nach § 2 DSchG                                                                       | |
|                | Wohnhaus Roser mit Garage und Einfriedung (Sachgesamtheit) | Im Falkenrain 15, 15a (Karte)                   | 1949            | Heimatstil ab 1945, Paul Schmitthenner Geschützt nach § 2 DSchG                                                   | |
|                | Haus Nr. 23 (Teil der SG „Kochenhofsiedlung“)              | Kalckreuthweg 1 (Karte)                         |                 | Erhard Rommel und Erich Wiemken Geschützt nach § 2 DSchG                                                          | [[Vorlage:Bilderwunsch/code!/C:48.798995,9.167742!/D:Haus Nr. 23 (Teil der SG „Kochenhofsiedlung“)!/\|BW]] |
|                | Haus Nr. 24 (Teil der SG „Kochenhofsiedlung“)              | Kalckreuthweg 2 (Karte)                         |                 | Wilhelm Tiedje Geschützt nach § 2 DSchG                                                                           | |
|                | Haus Nr. 18 (Teil der SG „Kochenhofsiedlung“)              | Kalckreuthweg 3 (Karte)                         |                 | Walter Körte Geschützt nach § 2 DSchG                                                                             | |
|                | Kleinbahn (Teil der SG „Höhenpark Killesberg“)             | Killesberg, Höhenpark, Kleinbahn (Karte)        | 1939, 1950      | Walter Körte Geschützt nach § 2 DSchG                                                                             | |
|                | Haus Nr. 9 (Teil der SG „Kochenhofsiedlung“)               | Otto-Reiniger-Str. 61 (Karte)                   |                 | Gerhard Graubner Geschützt nach § 2 DSchG                                                                         | |
|                | Parkrestaurant (Teil der SG „Höhenpark Killesberg“)        | Stresemannstr. 39 (Karte)                       | 1938–1939, 1950 | W. Ruff Geschützt nach § 2 DSchG                                                                                  | |
|                | Milchbar im Killesbergpark                                 | Thomastr. 111 (Karte)                           | 1950            | Internationaler Stil ab 1950, Rolf Gutbrod Geschützt nach § 2 DSchG                                               | |

### Weißenhof
| Bild           | Bezeichnung                                                        | Lage                                                                                              | Datierung                   | Beschreibung | ID |
| -------------- | ------------------------------------------------------------------ | ------------------------------------------------------------------------------------------------- | --------------------------- | --- | -- |
| Weitere Bilder | Evangelische Brenzkirche                                           | Am Kochenhof 7 (Karte)                                                                            | 1932–1933, 1939, 1947, 1968 | Bauhaus, Neues Bauen, Internationaler Stil, Alfred Daiber, Regierungsbaumeister Geschützt nach § 2 DSchG                                                                    |    |
| Weitere Bilder | Staatliche Akademie der Bildenden Künste                           | Am Weißenhof 1 (Karte)                                                                            | 1912–1913                   | Jugendstil, Bernhard Pankok und Eisenlohr u. Pfennig Geschützt nach § 2 DSchG                                                                                               |    |
| Weitere Bilder | Mehrfamilienhaus (Teil der SG „Weißenhofsiedlung“)                 | Am Weißenhof 14, 16, 18, 20 (Karte)                                                               | 1927, 1981–1987             | Bauhaus, Neues Bauen, Internationaler Stil, Mies van der Rohe, Ludwig Geschützt nach § 2 DSchG                                                                              |    |
| Weitere Bilder | Wohnhäuser (Sachgesamtheit)                                        | Am Weißenhof 2, 8 (Karte)                                                                         | 1927–1928                   | Bauhaus, Neues Bauen, Internationaler Stil, Adolf G. Schneck Geschützt nach § 2 DSchG                                                                                       |    |
| Weitere Bilder | Reihenhaus (Teil der SG „Weißenhofsiedlung“)                       | Am Weißenhof 24, 26, 28 (Karte)                                                                   | 1927, 1981–1987             | Bauhaus, Neues Bauen, Internationaler Stil, Mart Stam Geschützt nach § 2 DSchG                                                                                              |    |
| Weitere Bilder | Mehrfamilienhaus, Terrassenhaus (Teil der SG „Weißenhofsiedlung“)  | Am Weißenhof 30, 32, Hölzelweg 3, 5 (Karte)                                                       | 1927, 1981–1987             | Bauhaus, Neues Bauen, Internationaler Stil, Peter Behrens Geschützt nach § 2 DSchG                                                                                          |    |
| Weitere Bilder | Blockbebauung Weißenhof (Sachgesamtheit)                           | Am Weißenhof 34–42 (gerade), Mietshäuser der Blockbebauung Weißenhof (Karte)                      | 1927–1929                   | Stuttgarter Schule, Neues Bauen, Karl Beer Geschützt nach § 2 DSchG |    |
| Weitere Bilder | Einfamilienhaus (Teil der SG „Weißenhofsiedlung“)                  | Bruckmannweg 1 (Karte)                                                                            | 1927, 1981–1987             | Bauhaus, Neues Bauen, Internationaler Stil, Adolf G. Schneck Geschützt nach § 2 DSchG                                                                                       |    |
|                | Einfamilienhaus (Teil der SG „Weißenhofsiedlung“)                  | Bruckmannweg 2 (Karte)                                                                            | 1927, 1981–1987             | Bauhaus, Neues Bauen, Internationaler Stil, Le Corbusier und Pierre Jeanneret Seit Juli 2016 als eines von 17 Werken Le Corbusiers Weltkulturerbe Geschützt nach § 2 DSchG  |    |
|                | Wohnhäuser mit Stützmauern, Gärten und Garagen (Sachgesamtheit)    | Erzberger Str. 45, 47, 49, 53, 55, 57, 59 Friedrich-Ebert-Str. 44, 46, 48, 50, 52, 54, 56 (Karte) | 1926–1929, 1934             | Heimatstil, Stuttgarter Schule, Karl Beer, A. Zehender, H. Gleiter Geschützt nach § 2 DSchG                                                                                 |    |
|                | Einfamilienhaus (Teil der SG „Weißenhofsiedlung“)                  | Friedrich-Ebert-Str. 114 (Karte)                                                                  | 1927, 1981–1987             | Bauhaus, Neues Bauen, Internationaler Stil, Adolf G. Schneck Geschützt nach § 12 DSchG                                                                                      |    |
| Weitere Bilder | Einfamilienhaus (Teil der SG „Weißenhofsiedlung“)                  | Friedrich-Ebert-Str. 118 (Karte)                                                                  | 1927, 1981–1987             | Bauhaus, Neues Bauen, Internationaler Stil, Victor Bourgeois Geschützt nach § 12 DSchG                                                                                      |    |
| Weitere Bilder | Einfamilienhaus (Teil der SG „Weißenhofsiedlung“)                  | Hölzelweg 1 (Karte)                                                                               | 1927, 1981–1987             | Bauhaus, Neues Bauen, Internationaler Stil, Hans Scharoun Geschützt nach § 12 DSchG                                                                                         |    |
| Weitere Bilder | Café Schönblick (Teil der SG „Blockbebauung Weißenhof“)            | Hölzelweg 2 (Karte)                                                                               |                             | Geschützt nach § 2 DSchG |    |
| Weitere Bilder | Wohnhochhaus (Teil der SG „Blockbebauung Weißenhof“)               | Hölzelweg 4 (Karte)                                                                               |                             | Geschützt nach § 2 DSchG |    |
|                | Mietshaus (Teil der SG „Blockbebauung Weißenhof“)                  | Hölzelweg 6 (Karte)                                                                               |                             | Geschützt nach § 2 DSchG |    |
| Weitere Bilder | Höhenpark Killesberg (Sachgesamtheit)                              | Killesberg, Höhenpark (Karte)                                                                     | 1939, 1950                  | Gartenbaukunst der 30er Jahre, Hermann Mattern und Gerhard Graubner Geschützt nach § 2 DSchG                                                                                |    |
|                | Kleinbahn (Teil der SG „Höhenpark Killesberg“)                     | Killesberg, Höhenpark, Kleinbahn (Karte)                                                          | 1939, 1950                  | Geschützt nach § 2 DSchG |    |
| Weitere Bilder | Reihenhäuser (Teil der SG „Weißenhofsiedlung“)                     | Pankokweg 1, 3, 5, 7, 9 (Karte)                                                                   | 1927, 1981–1987             | Bauhaus, Neues Bauen, Internationaler Stil, Jakobus Johannes Pieter Oud Geschützt nach § 2 DSchG                                                                            |    |
| Weitere Bilder | Doppelwohnhaus (Teil der SG „Weißenhofsiedlung“- Weissenhofmuseum) | Rathenaustr. 1, 3 (Karte)                                                                         | 1927, 1981–1987             | Bauhaus, Neues Bauen, Internationaler Stil, Le Corbusier und Pierre Jeannerel Seit Juli 2016 als eines von 17 Werken Le Corbusiers Weltkulturerbe Geschützt nach § 12 DSchG |    |
| Weitere Bilder | Doppelwohnhaus (Teil der SG „Weißenhofsiedlung“)                   | Rathenaustr. 13, 15 (Karte)                                                                       | 1927, 1981–1987             | Bauhaus, Neues Bauen, Internationaler Stil, Josef Frank Geschützt nach § 12 DSchG                                                                                           |    |
| Weitere Bilder | Mietshäuser (Sachgesamtheit)                                       | Wilhelm-Blos-Str. 36, 38, 40, 42 (Karte)                                                          | 1925                        | Heimatstil, Stuttgarter Schule 1920–1945, Karl Beer Geschützt nach § 12 DSchG                                                                                               |    |

### Nordbahnhof
| Bild           | Bezeichnung                                              | Lage                                                | Datierung            | Beschreibung | ID |
| -------------- | -------------------------------------------------------- | --------------------------------------------------- | -------------------- | --- | -- |
| Weitere Bilder | Evangelische Martinskirche                               | Eckartstr. 2 (Karte)                                | 1935–1936            | Karl Gonser, Prof. Geschützt nach § 2 DSchG                                                                                                |    |
| Weitere Bilder | Leibfried'sches Gelände, Park (Sachgesamtheit)           | Flurstück Nr. 9341/1; Leibfried'sches Gelände, Park | 1875                 | Historismus – italienische Neorenaissance Geschützt nach § 2 DSchG                                                                         |    |
|                | Gäubahntrasse (Sachgesamtheit)                           | Gäubahn                                             | 1879, 1895, 1914     | Historismus – italienische Neorenaissance Geschützt nach § 2 DSchG                                                                         |    |
|                | Wohn- und Geschäftshaus                                  | Nordbahnhofstr. 87, 89 (Karte)                      | 1904                 | Historismus – norddeutsche Backsteingotik, K. Rudolf Barth Geschützt nach § 2 DSchG                                                        |    |
| Weitere Bilder | Löwentor mit Wachhäuschen (Teil der SG „Rosensteinpark“) | Pragstr. 171, 173 (Karte)                           | 1822–1824, 1850–1860 | Klassizismus, Giovanni Salucci, Hofbaumeister (Wachhäuschen 1822–1824), Johann Michael Knapp (Löwentor 1850–1860) Geschützt nach § 2 DSchG |    |
|                | Rosensteinpark (Sachgesamtheit)                          | Rosensteinpark, Flst.Nr. 2826/1 (Karte)             | 1822–1831            | Englische Gartenarchitektur, John B. Papworth, englischer Kunstgärtner; Bosch, Oberhofgärtner Geschützt nach § 2 DSchG                     |    |

### Am Pragfriedhof
| Bild           | Bezeichnung                                                                    | Lage                                                                                | Datierung                             | Beschreibung                                                                              | ID |
| -------------- | ------------------------------------------------------------------------------ | ----------------------------------------------------------------------------------- | ------------------------------------- | ----------------------------------------------------------------------------------------- | --- |
| Weitere Bilder | Pragfriedhof mit Einfriedung (Sachgesamtheit)                                  | Pragfriedhof, Friedhofstr. 44, 46, 46/1, 46/3, 48, Flst.Nr. 9344/1, 9365/11 (Karte) | 1872, 1873–1876, 1881–1883, 1905–1907 | Historismus – Neogotik, Beyer A.; Wolff; Wilhelm Scholter, Prof. Geschützt nach § 2 DSchG | |
|                | Verwaltungsgebäude (Teil der SG „Pragfriedhof mit Einfriedung“)                | Friedhofstr. 44 (Karte)                                                             | 1873–1876                             | Beyer A. Geschützt nach § 2 DSchG                                                         | |
| Weitere Bilder | Kapelle (Teil der SG „Pragfriedhof mit Einfriedung“)                           | Friedhofstr. 46 (Karte)                                                             | 1873–1876                             | Historismus – Neogotik, A. Beyer Geschützt nach § 2 DSchG                                 | |
|                | Leichenhaus (Teil der SG „Pragfriedhof mit Einfriedung“)                       | Friedhofstr. 46/1; Aussegnungshalle, Pragfriedhof (Karte)                           | 1873–1876                             | Historismus – Neogotik, A. Beyer Geschützt nach § 2 DSchG                                 | |
|                | Krematorium (Teil der SG „Pragfriedhof mit Einfriedung“)                       | Friedhofstr. 46/3; Krematorium, Pragfriedhof (Karte)                                | 1905–1907                             | Historismus – Neogotik, Wilhelm Scholter, Prof. Geschützt nach § 12 DSchG                 | |
|                | Ehemaliges Leichenhaus (Teil der SG „Pragfriedhof mit Einfriedung“)            | Friedhofstr. 48 (Karte)                                                             | 1873–1876                             | Historismus – Neogotik, A. Beyer Geschützt nach § 12 DSchG                                | |
|                | Tor zum israelischen Pragfriedhof (Teil der SG „Pragfriedhof mit Einfriedung“) | Pragfriedhof (Karte)                                                                | 1881–1883                             | Historismus – Neogotik, Wolff Geschützt nach § 2 DSchG                                    | |
|                | Hallberger-Mausoleum                                                           | Pragfriedhof, Hallberger-Mausoleum (Karte)                                          | 1875–1876                             | Historismus Geschützt nach § 12 DSchG                                                     | |
|                | Torbau (Teil der SG „Pragfriedhof mit Einfriedung“)                            | Pragfriedhof, Torbau (Karte)                                                        | 1873–1876                             | Historismus – Neogotik, A. Beyer Geschützt nach § 2 DSchG                                 | [[Vorlage:Bilderwunsch/code!/C:48.795572,9.188365!/D:Torbau (Teil der SG „Pragfriedhof mit Einfriedung“)!/\|BW]] |

### Am Rosensteinpark
| Bild           | Bezeichnung                                                              | Lage                      | Datierung | Beschreibung             | ID |
| -------------- | ------------------------------------------------------------------------ | ------------------------- | --------- | ------------------------ | -- |
| Weitere Bilder | Wartungshallen (Teil der SG Hauptbahnhof Stuttgart mit Gleisanbindungen) | Abstellbahnhof 73 (Karte) |           | Geschützt nach § 2 DSchG |    |

### Auf der Prag
| Bild           | Bezeichnung                      | Lage                                          | Datierung                             | Beschreibung | ID |
| -------------- | -------------------------------- | --------------------------------------------- | ------------------------------------- | --- | -- |
| Weitere Bilder | Eisenbahndörfle (Sachgesamtheit) | Eisenbahndörfle (Adressen siehe Beschreibung) | 1894, 1910–1912, 1914–1916, 1928–1938 | Neue Sachlichkeit, Historismus, Heimatstil Königliche Staatsverwaltung, Königliche Eisenbahnverwaltung, Deutsche Reichspost, LBG Es umfasst folgende Straßen mit folgenden Hausnummern: Eckartstr. 1A,2,5,7,9 Kleinstr. 1/3,2,4,5,7,9,15,17,19,20,21,22,24,25,26,28,29 Knappstr. 2,4,5,6,7 Knollstr. 1,4,5A,5B,6,7,8,9 10,11,14,19,21,23,25,26,27,28,29,30,32,34,36,38,40,42,44 Mittnachtstr. 1,3,6,8,7,9,15,15/1,17 Nordbahnhofstr. 64,66,68,70,72,74,80,82,84,86,92,94,96,98 100,102,104 Rümelinstr. 31,33,53,55,57,59,61,63,65,67,69 Steinbeisstr. 4,6,8,14,16,18,20,22 Varnbühlerstr. 1,2,2A,3,4,5,5/1,7,12,14,16 Geschützt nach § 2 DSchG |    |

### Mönchhalde
| Bild           | Bezeichnung                                   | Lage | Datierung        | Beschreibung                                                                                       | ID                                                                                                 |
| -------------- | --------------------------------------------- | --- | ---------------- | -------------------------------------------------------------------------------------------------- | -------------------------------------------------------------------------------------------------- |
|                | Wohnhaus                                      | Birkendörfle 11 (Karte) | 1911             | Historismus-Heimatstil, Karl Hengerer Geschützt nach § 2 DSchG                                     | |
| Weitere Bilder | Wohnhaus mit Einfriedung (Sachgesamtheit)     | Birkenwaldstr. 127 (Karte) | 1906             | Jugendstil, Friedrich Scheu Geschützt nach § 2 DSchG                                               | |
| Weitere Bilder | Villa Vetter                                  | Birkenwaldstr. 169 (Karte) | 1928–1930        | Bauhaus, Neues Bauen, Internationaler Stil, Richard Döcker Geschützt nach § 2 DSchG                | |
|                | Wohnhaus (Teil der Siedlung Viergiebelweg)    | Birkenwaldstr. 187 (Karte) | 1922–1923, 1926  | Neues Bauen, Richard Döcker, Hugo Keuerleber (am Bebauungsplan beteiligt) Geschützt nach § 2 DSchG | |
|                | Wohnhaus (Teil der Siedlung Viergiebelweg)    | Birkenwaldstr. 189 (Karte) | 1922–1923, 1926  | Neues Bauen, Richard Döcker, Hugo Keuerleber (am Bebauungsplan beteiligt) Geschützt nach § 2 DSchG | |
|                | Wohnhaus (Teil der Siedlung Viergiebelweg)    | Birkenwaldstr. 191 (Karte) | 1922–1923, 1926  | Neues Bauen, Richard Döcker, Hugo Keuerleber (am Bebauungsplan beteiligt) Geschützt nach § 2 DSchG | |
|                | Wohnhaus (Teil der Siedlung Viergiebelweg)    | Birkenwaldstr. 193 (Karte) | 1922–1923, 1926  | Neues Bauen, Richard Döcker, Hugo Keuerleber (am Bebauungsplan beteiligt) Geschützt nach § 2 DSchG | |
|                | Wohnhaus (Teil der Siedlung Viergiebelweg)    | Birkenwaldstr. 195 (Karte) | 1922–1923, 1926  | Neues Bauen, Richard Döcker, Hugo Keuerleber (am Bebauungsplan beteiligt) Geschützt nach § 2 DSchG | |
|                | Siedlung Viergiebelweg (Sachgesamtheit)       | Birkenwaldstr. 187, 189, 191, 193, 195 Viergiebelweg 2, 4, 6, 8, 9, 10, 11, 13, 14, 15, 17, 19, 20, 21, 22, 23, 24 Jede Hausnummer ist ein Wohnhaus dieser Siedlung (Karte) | 1922–1923, 1926  | Neues Bauen, Richard Döcker, Hugo Keuerleber (am Bebauungsplan beteiligt) Geschützt nach § 2 DSchG | [[Vorlage:Bilderwunsch/code!/C:48.797182,9.1747!/D:Siedlung Viergiebelweg (Sachgesamtheit)!/\|BW]] |
|                | Wohnhaus (Teil der SG Siedlung Viergiebelweg) | Viergiebelweg 2 (Karte) | 1922–1923, 1926  | Neues Bauen, Richard Döcker, Hugo Keuerleber (am Bebauungsplan beteiligt) Geschützt nach § 2 DSchG | |
| Weitere Bilder | Wohnhaus (Teil der SG Siedlung Viergiebelweg) | Viergiebelweg 4 (Karte) | 1922–1923, 1926  | Neues Bauen, Richard Döcker, Hugo Keuerleber (am Bebauungsplan beteiligt) Geschützt nach § 2 DSchG | |
|                | Wohnhaus (Teil der SG Siedlung Viergiebelweg) | Viergiebelweg 6 (Karte) | 1922–1923, 1926  | Neues Bauen, Richard Döcker, Hugo Keuerleber (am Bebauungsplan beteiligt) Geschützt nach § 2 DSchG | |
|                | Wohnhaus (Teil der SG Siedlung Viergiebelweg) | Viergiebelweg 8 (Karte) | 1922–1923, 1926  | Neues Bauen, Richard Döcker, Hugo Keuerleber (am Bebauungsplan beteiligt) Geschützt nach § 2 DSchG | |
|                | Wohnhaus (Teil der SG Siedlung Viergiebelweg) | Viergiebelweg 9 (Karte) | 1922–1923, 1926  | Neues Bauen, Richard Döcker, Hugo Keuerleber (am Bebauungsplan beteiligt) Geschützt nach § 2 DSchG | BW                                                                                                 |
|                | Wohnhaus (Teil der SG Siedlung Viergiebelweg) | Viergiebelweg 10 (Karte) | 1922–1923, 1926  | Neues Bauen, Richard Döcker, Hugo Keuerleber (am Bebauungsplan beteiligt) Geschützt nach § 2 DSchG | |
|                | Wohnhaus (Teil der SG Siedlung Viergiebelweg) | Viergiebelweg 11 (Karte) | 1922–1923, 1926  | Neues Bauen, Richard Döcker, Hugo Keuerleber (am Bebauungsplan beteiligt) Geschützt nach § 2 DSchG | BW                                                                                                 |
|                | Wohnhaus (Teil der SG Siedlung Viergiebelweg) | Viergiebelweg 12 (Karte) | 1922–1923, 1926  | Neues Bauen, Richard Döcker, Hugo Keuerleber (am Bebauungsplan beteiligt) Geschützt nach § 2 DSchG | |
|                | Wohnhaus (Teil der SG Siedlung Viergiebelweg) | Viergiebelweg 13 (Karte) | 1922–1923, 1926  | Neues Bauen, Richard Döcker, Hugo Keuerleber (am Bebauungsplan beteiligt) Geschützt nach § 2 DSchG | |
|                | Wohnhaus (Teil der SG Siedlung Viergiebelweg) | Viergiebelweg 14 (Karte) | 1922–1923, 1926  | Neues Bauen, Richard Döcker, Hugo Keuerleber (am Bebauungsplan beteiligt) Geschützt nach § 2 DSchG | |
|                | Wohnhaus (Teil der SG Siedlung Viergiebelweg) | Viergiebelweg 15 (Karte) | 1922–1923, 1926  | Neues Bauen, Richard Döcker, Hugo Keuerleber (am Bebauungsplan beteiligt) Geschützt nach § 2 DSchG | |
|                | Wohnhaus (Teil der SG Siedlung Viergiebelweg) | Viergiebelweg 16 (Karte) | 1922–1923, 1926  | Neues Bauen, Richard Döcker, Hugo Keuerleber (am Bebauungsplan beteiligt) Geschützt nach § 2 DSchG | |
|                | Wohnhaus (Teil der SG Siedlung Viergiebelweg) | Viergiebelweg 17 (Karte) | 1922–1923, 1926  | Neues Bauen, Richard Döcker, Hugo Keuerleber (am Bebauungsplan beteiligt) Geschützt nach § 2 DSchG | BW                                                                                                 |
|                | Wohnhaus (Teil der SG Siedlung Viergiebelweg) | Viergiebelweg 18 (Karte) | 1922–1923, 1926  | Neues Bauen, Richard Döcker, Hugo Keuerleber (am Bebauungsplan beteiligt) Geschützt nach § 2 DSchG | BW                                                                                                 |
|                | Wohnhaus (Teil der SG Siedlung Viergiebelweg) | Viergiebelweg 19 (Karte) | 1922–1923, 1926  | Neues Bauen, Richard Döcker, Hugo Keuerleber (am Bebauungsplan beteiligt) Geschützt nach § 2 DSchG | BW                                                                                                 |
|                | Wohnhaus (Teil der SG Siedlung Viergiebelweg) | Viergiebelweg 20 (Karte) | 1922–1923, 1926  | Neues Bauen, Richard Döcker, Hugo Keuerleber (am Bebauungsplan beteiligt) Geschützt nach § 2 DSchG | |
|                | Wohnhaus (Teil der SG Siedlung Viergiebelweg) | Viergiebelweg 22 (Karte) | 1922–1923, 1926  | Neues Bauen, Richard Döcker, Hugo Keuerleber (am Bebauungsplan beteiligt) Geschützt nach § 2 DSchG | |
|                | Wohnhaus (Teil der SG Siedlung Viergiebelweg) | Viergiebelweg 24 (Karte) | 1922–1923, 1926  | Neues Bauen, Richard Döcker, Hugo Keuerleber (am Bebauungsplan beteiligt) Geschützt nach § 2 DSchG | |
|                | Mietshaus                                     | Helfferichstr. 8 (Karte) | 1904–1905        | Architektur der Reformbewegung, Jugendstil, Karl Köhl Geschützt nach § 2 DSchG                     | |
|                | Mietshaus                                     | Helfferichstr. 12, Parlerstr. 2 (Karte) | 1912             | Neue Sachlichkeit, R. Lempp und H. Rietmüller Geschützt nach § 2 DSchG                             | |
|                | Haus Döcker mit Garten (Sachgesamtheit)       | Hermann-Kurz-Str. 44 (Karte) | 1931, 1945, 1953 | Bauhaus, Neues Bauen, Internationaler Stil, Richard Döcker Geschützt nach § 2 DSchG                | |
|                | Wohnhaus Lempp                                | Kappisweg 13 (Karte) | 1938             | Heimatstil, Stuttgarter Schule 1920–1945, Rudolf Lempp Geschützt nach § 2 DSchG                    | |
|                | Wohnhaus Färber                               | Landenbergerstr. 60 (Karte) | 1927             | Heimatstil 1920–1945, Paul Schmitthenner Geschützt nach § 2 DSchG                                  | |
|                | Mühlbachhofschule                             | Parlerstr. 100 (Karte) | 1959             | Internationaler Stil ab 1950, Helmut Erdle Geschützt nach § 2 DSchG                                | |
|                | Clubhaus TC Weissenhof                        | Parlerstr. 102, 104 (Karte) | 1927             | Heimatstil 1920–1945, Paul Bonatz, Prof. Geschützt nach § 2 DSchG                                  | |

### Heilbronner Straße
| Bild           | Bezeichnung                                                                | Lage                                                                 | Datierung  | Beschreibung                                                                                                 | ID                                                                                           |
| -------------- | -------------------------------------------------------------------------- | -------------------------------------------------------------------- | ---------- | --- | -------------------------------------------------------------------------------------------- |
|                | Bau 2, Klinik (Teil der Sachgesamtheit „Bürgerhospital“)                   | Bürgerhospital, Bau 2 (früher vermutlich Tunzhofer Str. 16a) (Karte) | 1955–1959  | Internationaler Stil ab 1950, Hans Herkommer und Jörg Herkommer Geschützt nach § 2 DSchG                     |                                                                                              |
|                | Ehemaliger Spar- und Konsumverein Stuttgart                                | Friedhofstr. 71 (Karte)                                              | 1927–1932  | Bauhaus, Neues Bauen, Internationaler Stil, Karl Ellsässer Geschützt nach § 2 DSchG                          |                                                                                              |
| Weitere Bilder | Katholische St.-Georgs-Kirche mit Gemeinde- und Pfarrhaus (Sachgesamtheit) | Heilbronner Str. 131–135 (Karte)                                     | 1929–1930  | Expressionismus, Hugo Schlösser Geschützt nach § 2 DSchG                                                     |                                                                                              |
| Weitere Bilder | Arbeiterwohnhäuser (Sachgesamtheit)                                        | Türlenstr. 24–30, Tunzhofer Platz 1, 2, Tunzhofer Str. 21–27 (Karte) | 1900–1903  | Historismus, Hochbauamt Stuttgart, Mayer, Pantle Geschützt nach § 2 DSchG                                    |                                                                                              |
|                | Kinderkrippe und Mütterschule (Teil der SG „Kinderasyl“)                   | Tunzhofer Str. 15 (Karte)                                            | 1925       | A. Bossert Geschützt nach § 2 DSchG                                                                          |                                                                                              |
|                | Bürgerhospital (Sachgesamtheit)                                            | Tunzhofer Str. 16, 16a, Wolframstr. 61, 63 (Karte)                   | 1955–1959  | Internationaler Stil ab 1950, Hans Herkommer und Jörg Herkommer Geschützt nach § 2 DSchG                     | [[Vorlage:Bilderwunsch/code!/C:48.793224,9.179227!/D:Bürgerhospital (Sachgesamtheit)!/\|BW]] |
|                | Mietshaus                                                                  | Tunzhofer Str. 3, 5, 7 (Karte)                                       | 1891       | Historismus – Neobarock Geschützt nach § 2 DSchG                                                             |                                                                                              |
|                | Kinderasyl (Sachgesamtheit)                                                | Türlenstr. 22, Tunzhofer Str. 15 (Karte)                             | 1914, 1925 | Jugendstil, Neoklassizismus, Hochbauamt Stuttgart, Albert Pantle, A, Bossert (1925) Geschützt nach § 2 DSchG |                                                                                              |
|                | Bau 1, Personalbau (Teil der SG „Bürgerhospital“)                          | Wolframstr. 61, 63; Bürgerhospital Bau 1 (Karte)                     | 1955–1955  | Internationaler Stil ab 1950, Hans Herkommer und Jörg Herkommer Geschützt nach § 2 DSchG                     |                                                                                              |